# Рацић
Рацић је српскохрватско презиме.
Може се односити на следеће особе:
- Бојана Рацић, бивша вокалка српског рок бенда Cactus Jack
- Љубиша Рацић, бивши гитариста југословенске рок групе Бијело дугме
- Зоран Рацић, српски фудбалер у пензији